# Патент на підприємницьку діяльність
Патентува́ння — затвердження документом — торговим патентом права суб'єкта господарювання на те, щоб займатися певними видами підприємницької діяльності впродовж встановленого строку. Регламентується Податковим кодексом України від 02.12.2010, № 2755-VI (стаття 267). Здійснюється, шляхом видачі відповідного державного свідоцтва — патенту. Патентування певних видів господарської діяльності є засобом державного регулювання у сфері господарювання. Патентування здійснюється у сферах, пов'язаних із торгівлею за грошові кошти (готівку, чеки, а рівно з використанням інших форм розрахунків та платіжних карток на території України), обміном готівкових валютних цінностей (у тому числі операції з готівковими платіжними засобами, вираженими в іноземній валюті, та з платіжними картками), у сфері грального бізнесу та побутових послуг, інших сферах, визначених законом.
Спеціальний торговий патент - державне свідоцтво, яке засвідчує право суб'єкта підприємницької діяльності на особливий порядок оподаткування.
Збір за провадження деяких видів підприємницької діяльності (далі ─ збір) скасовано з 1 січня 2015 року. 
```
Порядок справляння збору, а також придбання, використання та строк дії торгового патенту були регламентовані статтею 267 Податкового кодексу України (далі ─ Кодекс), яка діяла до 31 грудня 2014 року. 
```

```
Згідно із зазначеною статтею бланк торгового патенту визначено документом суворого обліку, тому вони підлягають поверненню до контролюючих органів за місцем їх придбання. 
```

```
Слід зазначити, що суб'єкти господарювання, які порушили порядок отримання та використання торгового патенту за період до 1 січня 2015 року, несуть відповідальність в порядку та на умовах, що діяли до 1 січня 2015 року. 
```

```
Умови повернення помилково та/або надміру сплачених грошових зобов’язань визначені статтею 43 Кодексу, зокрема, обов’язковою умовою для повернення сум грошового зобов’язання є подання платником податків заяви про таке повернення  протягом 1095 днів від дня виникнення помилково та/або надміру сплаченої суми.
```